# Фентале (гора)
 Фентале  — потенциально активный стратовулкан, расположенный в регионе Оромия, Эфиопия. Это самая высокая точка округа Фентале. Высота вулкана достигает 2007 метров.
Филипп Бригс описывает гору и говорит, что её кратер достигает глубины до 350 метров. Дата извержения вулкана установлена исследованиями в начале XIX века.